# Sud de l'Amazonas

Étendue de la région du Sud de l'Amazonas.

Le Sud de l'Amazonas est l'une des quatre mésorégions de l'État de l'Amazonas. Elle regroupe dix municipalités groupées en trois microrégions. 

## Données
En 2006, la région comptait 242 718 habitants pour 474 022 km2.

## Microrégions
La mésorégion du Sud de l'Amazonas est subdivisée en trois microrégions : la Boca do Acre, la Madeira et la Purus.